# 문명순
문명순(文明順, 1962년 10월 18일 ~ )은 대한민국의 금융인으로 KB국민은행, 금융경제연구소, IBK연금보험 등 금융기관 임직원을 역임했고 고등학교 금융교과서를 집필했으며 현재 전태일재단 사무총장이다.  

## 생애
1962년 10월 18일 제주도 제주시에서 아버지 문성윤(1929.11.20~2006.09.30)과 어머니 홍덕호(1931.01.07~)의 딸로 태어났다. 아버지 문성윤은 제주제일고등학교 교사였으며 외삼촌 홍원표(1909)는 건국훈장 애국장을 받은 독립운동가이다. 제주서초등학교 입학, 서울봉래초등학교 졸업, 마포여자중학교와 서울여자상업고등학교를 수석졸업하고 한국방송통신대학교 경영학학사, 서강대학교 경제대학원에서 경제학석사를 취득했다. 국민은행에서 30여년 근무하고 한국노총 최대조직인 전국금융산업노동조합 수석부위원장, 금융경제연구소 이사, 교육시설재난공제회 상임감사, IBK연금보험 상근감사, 서민금융진흥원 경영자문위원, 예금보험공사 감사자문위원을 지냈고 고등학교 금융교과서를 집필했다.  
지속적으로 금융주권 및 금융공공성을 지키는 정책을 제시해 왔으며 더불어민주당 대선과 총선에서 금융경제 공약을 설계한 바 있다. 제19대 대통령선거 중앙선대위 금융경제특위 위원장, 민주당 금융소비자보호특위 위원장, 대통령직속 국가균형발전위원회 국민소통특별위원, 민주당 중앙당 정책위원회 부의장을 지냈고, 공석이 된 고양갑 지역위원회 위원장으로 활동했다. 민주당에 금융전문가로 영입되어 2012년 제19대 총선에 비례대표 후보 23번을 부여받으며 출마했다. 하지만 민주통합당에서 비례대표 21번 후보로 출마했던 임수경까지 당선되었고 22번 후보로 출마했던 신문식이 대법원으로부터 정치자금법 위반 혐의로 의원직 상실 판결을 받은 한명숙의 자리를 승계받는 데에 그치면서 국회에 입성하지 못했다.
2020년 제21대 총선에서는 정의당 대표 심상정이 현역으로 있는 경기도 고양시 갑 선거구에 출마 선언을 하고 더불어민주당 고양갑 후보로 단수 공천되었다. 선거운동 초반 3월 11일 중부일보가 발표한 여론조사에서 문명순 26.5%, 심상정 26.3%로 현역 국회의원 심상정을 앞서기도 했으며, 3월 31일 KBS가 발표한 여론조사에서 문명순 33.5%, 심상정 34.5%로 박빙의 결과를 이어갔다. 하지만 21대 총선 결과 27.36%의 득표율을 기록하며 역대 고양갑 지역의 민주당 득표율 8.74% 대비 크게 선전했으나 낙선했다. 
2021년 민주당 대선 경선 초기부터 고양민주평화포럼 공동대표와 이재명 대통령후보 금융특보를 맡아 경선 승리를 도왔다.
2022년 제20대 대통령 선거에서 민주당 덕양구 선대위원장으로서 민주당 이재명 후보가 52.1% 득표율, 윤석열 43.6%로 8.46% 차이 승리를 이끌었고, 2022년 지방선거에서도 민주당 문명순 위원장은 6명의 시의원과 도의원을 당선시켰고 정의당 심상정 국회의원은 단 1석도 시도의원을 확보하지 못했다. 2020년 총선, 2022년 대선과 지선에서 민주당 역대 최고의 득표를 하였다.
2023년 국민의힘 이동환 고양시장이 고양시청 원당 재건 결정을 엎고 백석으로의 이전을 추진하자 강한 반대 입장을 보였다. 고양갑지역구에 <양평고속도로 원안대로 고양시청 원안대로> 문구의 현수막을 게첩했다. 이재명 당대표가 단식농성을 하자 이에 본인도 7일간 동조단식농성을 하면서 국회 기자회견에서 민주당 국회의원들에게 이재명 대표에 대한 체포동의안 '당론부결'을 요구하기도 했다. 2023.12.07. 더불어민주당 중앙위원회에서 "1인 1표라는 민주주의 대의제의 근간으로 나아가기 위한 첫걸음" 이라고 주장하며 권리당원 표의 가치를 높이는 방안과 "국민의힘도 국회의원 하위 평가 컷오프를 발빠르게 시행했다"면서 현역 국회의원의 경선 특표 감산 비율 확대 방안에 찬성 발언을 했다.
민주당 경기도당 을지로위원회 위원장과 전세사기피해자대책TF 수석부단장을 맡아 취약계층을 지원하고 있다. 전세사기피해자 간담회에서 피해자들이 금융권의 무책임을 격앙되게 비난하자 은행권 출신으로서 고개를 숙이기도 했다. 따뜻한 금융을 실현하기 위한 정책으로 신용점수제 개선, 학자금대출을 학자금대여제로 전환, 금융공공성 회복, 금융사다리 사회안정망 구축을 주장했다.
제22대 국회의원 선거에도 고양시 갑 지역구 출마를 선언했지만, 더불어민주당 후보 경선에서 김성회에 패배했다.
2024년 12월 재단법인 전태일재단 사무총장 및 상임이사에 선임되어 취임했다.
제21대 대통령 선거에서 이재명 대통령후보 금융특보, 먹사니즘위원회 금융자본시장위원회 부위원장, 경제성장위원회 금융혁신위원회 정책위원, 미래전략특보를 맡아 대선 승리를 도왔다.

## 학력
- 제주서초등학교 입학
- 서울봉래초등학교 졸업
- 마포여자중학교 수석졸업
- 서울여자상업고등학교 수석졸업
- 한국방송통신대학교 경영학과 학사
- 서강대학교 경제대학원 경제학과 석사

## 경력
- 1981년 3월: 국민은행(현재의 KB국민은행) 입사
- 2007년 8월: 삼양미디어 고등학교 금융교과서 집필 위원 선임
- 2008년 1월 ~ 2011년 1월: 한국노총 전국금융산업노동조합 수석부위원장 역임
- 2008년 2월 ~ 2015년 2월: 금융경제연구소 상임이사 역임
- 2008년 9월 ~ 2010년 9월: 방송통신심의위원회 특별위원회 위원 역임
- 2012년 1월: 복지국가소사이어티 정책위원 선임
- 2012년 9월: 금융자격인대표협의회 부회장 선임
- 2012년 대한민국 제19대 대통령 선거 문재인 민주통합당 대통령 후보 금융경제특별위원회 위원장 역임
- 2013년 2월 ~ 2019년 1월: KB국민은행 금융소비자보호부 팀장 역임
- 2016년 6월: 금융감독원 금융교육전문강사 임명
- 2017년 7월: 더불어민주당 금융소비자보호특별위원회 위원장
- 2018년 5월: 서민금융진흥원 경영자문위원회 위원 위촉
- 2018년 7월 ~ 2020년 1월: 교육시설재난공제회 상임감사 역임
- 2018년 9월: 예금보험공사 감사자문위원 위촉
- 2019년 1월: 더불어민주당 정책위원회 부의장 임명
- 2019년 1월 ~ 2023년 12월: 더불어민주당 경기도당 고양시갑 지역위원장 역임
- 2019년 2월 ~ 고양경제연구소 소장 선임
- 2019년 6월: 한국감사협회 이사 임명
- 2019년 10월: 대통령 직속 국가균형발전위원회 국민소통 특별위원 선임
- 2019년 11월: 2019 자랑스러운 청백리상 수상
- 2019년 11월: 2019 서강경제대상 수상
- 2020년: 더불어민주당 코로나19국난극복위원회 금융안정 태스크포스 위원 역임
- 2020년 12월 ~ 2023년 3월: IBK연금보험 상근감사 역임
- 2021년 10월 ~ 한국감사협회 부회장 선임
- 2021년 10월 ~ 이재명 대통령후보 금융특보
- 2022년 10월 ~ 더불어민주당 경기도당 을지키는민생실천위원회 위원장 선임
- 2023년 4월 ~ 시니어금융교육협의회 이사 선임
- 2023년 5월: 더불어민주당 중앙당선거관리위원회 위원 선임
- 2023년 8월: 더불어민주당 독립영웅역사왜곡저지특별위원회 위원 선임
- 2023년 11월: 더불어민주당 전세사기피해자대책TF 수석부단장
- 2023년 11월 ~ 참여성노동복지터 이사
- 2024년 11월 ~ 전태일재단 사무총장 및 상임이사 선임
- 2025년 4월 ~ 더불어민주당 미래경제성장전략위원회 정책위원

## 역대 선거 결과
|  | 36.45% |

|  | 27.36% |